# Timo Hildebrand
Timo Hildebrand, nemški nogometaš, * 5. april 1979, Worms, Zahodna Nemčija.
Hildebrand je bivši nogometni vratar.